# Ronquilus
Ronquilus is een monotypisch geslacht van straalvinnige vissen uit de familie van bathymasteriden (Bathymasteridae).

## Soort
- Ronquilus jordani (Gilbert, 1889)